# James Pierpont (musicien)
James Lord Pierpont, né le 25 avril 1822 et mort le 5 août 1893, était un auteur-compositeur, arrangeur et organiste américain ainsi que soldat des États confédérés. Il est connu pour avoir écrit et composé Jingle Bells en 1857, initialement intitulé The One Horse Open Sleigh, et qui donnera plus tard la version française arrangée Vive le vent.
Il est né à Boston, dans le Massachusetts et est décédé à Winter Haven en Floride. Sa composition Jingle Bells est devenue synonyme de la période de Noël et est l'une des chansons les plus interprétées et les plus reconnaissables au monde.

## Biographie

### Jeunesse
James Lord Pierpont naît le 25 avril 1822 à Boston dans le Massachusetts. Son père, le révérend John Pierpont (1785-1866), est pasteur de l'église unitaire Hollis Street à Boston, et est également poète et abolitioniste. Sa mère, Mary Sheldon Lord (1787-1855), est la fille de Lynde Lord, Jr. (1762-1813) et de Mary Lyman. John et Mary Pierpont auront six enfants, dont l'un d'eux donnera naissance à John Pierpont Morgan, banquier et financier.
En 1832, James est envoyé dans un internat du New Hampshire. Durant cette période, il écrit une lettre à sa mère au sujet des promenades en traîneau dans la neige de décembre. En 1836, James prend la mer à bord d'un baleinier appelé le Shark,. Il sert ensuite dans l'US Navy jusqu'à l'âge de 21 ans.
En 1845, il retourne dans le nord-est des États-Unis pour visiter la Nouvelle-Angleterre et s'installe à New York, non loin de son père qui était alors pasteur d'une congrégation unitaire de Troy (New York). James épouse Millicent Cowee, la fille de Farwell Cowee et Abigail Merriam, en 1846, et ceux-ci s'installent à Troy, où ils auront deux enfants.
En 1849, James Pierpont laisse sa femme et ses enfants avec son père dans le Massachusetts pour ouvrir une entreprise à San Francisco pendant la ruée vers l'or en Californie. Il travaille alors également comme photographe. Son entreprise fait faillite après que ses marchandises ont brûlé dans un incendie.
Le 27 mars 1852, James Pierpont publie sa composition The Returned Californian, basée sur ses expériences à San Francisco. Elle est chantée au début par S. C. Howard et est arrangée par John Pond Ordway (1824–1880). La chanson raconte une version des expériences de Pierpont pendant la Ruée vers l'or en Californie et l'échec de son entreprise à San Francisco.
En 1853, Pierpont publie de nouvelles compositions de ménestrel à Boston, parmi lesquelles Kitty Crow, dédiée à W. W. McKim, et The Colored Coquette. Il publie également un arrangement intitulé The Universal Medley.
En 1854, Pierpont compose les chansons Geraldine et Ring the Bell, Fanny pour la troupe d'opéra Nightingale de George Kunkle. Il dépose aussi un copyright pour la chanson To the Loved Ones at Home et la ballade Poor Elsie. En 1855, il compose The Starlight Serenade, publiée par Miller et Beacham à Baltimore.
Pierpont publie plusieurs ballades, polkas, comme "The Know Nothing Polka", publiée par E. H. Wade en 1854, et d'autres chansons de ménestrels.
En 1856, Millicent décède. James suit alors son frère, le révérend John Pierpont, Jr. (1819-1879), qui a accepté un poste dans la congrégation unitarienne de Savannah, en Géorgie, et prend un poste d'organiste et directeur musical de l'église,. Pour subvenir à ses besoins, il donne également des cours d'orgue et de chant.
En 1857, Pierpont écrit, en collaboration avec le parolier Marshall S. Pike, la chanson The Little White Cottage ou Gentle Nettie Moore, qui est publiée par Oliver Ditson and Company, et qui devient une chanson à succès.
En août 1857, James épouse Eliza Jane Purse, fille du maire de Savannah, Thomas Purse. Elle donnera bientôt naissance au premier de leurs enfants, Lillie. Les enfants de Pierpont, issus de son premier mariage, sont restés dans le Massachusetts avec leur grand-père.
Ce même mois d'août 1857, sa chanson The One Horse Open Sleigh est publiée par Oliver Ditson and Company du 277 Washington Street à Boston. La chanson est protégée par copyright le 16 septembre 1857. Elle est à l'origine interprétée lors d'un concert de l'école du dimanche à l'occasion de Thanksgiving à Savannah, bien qu'il ait été affirmé que Pierpont l'avait écrite à Medford (Massachusetts) en 1850. En 1859, elle est rééditée sous le titre Jingle Bells, or The One Horse Open Sleigh. Au moment de la publication par Pierpont, la chanson ne connaît pas de grand succès.
Les paroles originales de The One Horse Open Sleigh écrites par James Lord Pierpont en 1857 sont les suivantes :
Dashing thro' the snow,

In a one-horse open sleigh,

O'er the hills we go,

Laughing all the way;

Bells on bob tail ring,

Making spirits bright,

Oh what sport to ride and sing

A sleighing song to night.

Jingle bells, Jingle bells,

Jingle all the way;

Oh! what joy it is to ride

In a one horse open sleigh.

Jingle bells, Jingle bells,

Jingle all the way;

Oh! what joy it is to ride

In a one horse open sleigh.

A day or two ago,

I thought I'd take a ride,

And soon Miss Fannie Bright

Was seated by my side,

The horse was lean and lank;

Misfortune seemed his lot,

He got into a drifted bank,

And we, we got upsot.

A day or two ago,

The story I must tell

I went out on the snow

And on my back I fell;

A gent was riding by

In a one-horse open sleigh,

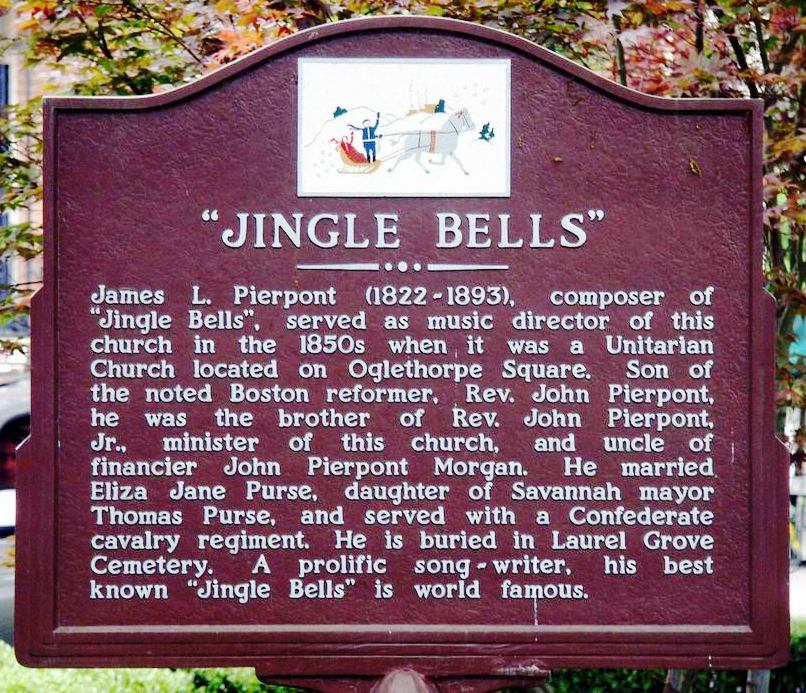
La plaque commémorative pour James Lord Pierpont et sa composition "Jingle Bells" à Savannah (Géorgie), aux États-Unis

He laughed as there I sprawling lie,

But quickly drove away.

Now the ground is white

Go it while you're young,

Take the girls to night

And sing this sleighing song;

Just get a bob tailed bay

Two forty as his speed.

Hitch him to an open sleigh

And crack, you'll take the lead.
Les arrangements ultérieurs de la chanson apporteront des modifications mineures aux paroles et introduiront une nouvelle mélodie plus simple pour le refrain. Sous cette forme modifiée, Jingle Bells deviendra l'une des chansons les plus populaires et les plus reconnaissables jamais écrites.
En 1859, l’Église unitarienne de Savannah ferme ses portes en raison de sa position abolitionniste, impopulaire dans le Sud. En 1860, le révérend John Pierpont, Jr. retourne dans le Nord. James, cependant, reste à Savannah avec sa seconde épouse Eliza Jane.

### Guerre de Sécession
Au début de la guerre de Sécession, à l'été 1861, Pierpont s'enrôle comme soldat dans les Lamar Rangers, un régiment de cavalerie de la milice du comté de Lamar. En septembre 1861, les Lamar Rangers deviennent une compagnie du 1er bataillon de cavalerie de Géorgie et le 1er septembre, Pierpont rejoint le régiment en tant que soldat.
Le 1er bataillon de Géorgie sert sur la côte géorgienne de 1861 à 1863, pour défendre contre les attaques de l'Union, mais ne connaissent pas beaucoup d'action. Le 20 janvier 1863, le 1er bataillon de cavalerie de Géorgie est fusionné pour devenir le 5e régiment de cavalerie de Géorgie, et Pierpont rejoint la Compagnie H,. Il sert avec la 5e cavalerie jusqu'en avril 1865 et combat dans de nombreuses batailles de la campagne d'Atlanta et de la campagne des Carolines. Les archives indiquent qu'il a travaillé pendant un certain temps comme commis de la compagnie.
Il écrit également de la musique pour la Confédération, notamment Our Battle Flag, Strike for the South et We Conquer or Die,. Son père fait son service militaire en 1861 en tant qu'aumônier au sein de la 22ᵉ infanterie du Massachusetts de l'armée de l'Union, stationnée à Washington, DC, et travaille ensuite pour le département du Trésor américain Pierpont et son père sont ainsi dans des camps opposés pendant la guerre de Sécession.

### Fin de vie
Après la guerre, James déménage avec sa famille à Valdosta, en Géorgie, où il enseigne la musique. C'est ici que naît le fils de Pierpont, Maynard Boardman, selon l'auteure de Savannah, Margaret DeBolt, et le chercheur Milton J. Rahn.
En 1869, Pierpont s'installe à Quitman (Géorgie). Là, il est organiste de l'Église presbytérienne, donne des cours privés de piano et enseigne à l'Académie Quitman, prenant sa retraite en tant que chef du département musical.
En 1880, le fils de Pierpont, le Dr Juriah Pierpont, M.D., renouvelle les droits d'auteur sur Jingle Bells, mais il n'en tirera jamais beaucoup d'argent. Il faudra des efforts considérables pour conserver le nom de son père attaché de manière permanente à la chanson après l'expiration du copyright.
Pierpont passe ses derniers jours au domicile de son fils à Winter Haven (Floride), où il meurt le 5 août 1893. À sa demande, il est enterré au cimetière de Laurel Grove à Savannah aux côtés de son beau-frère Thomas Purse, tué lors de la première bataille de Bull Run en tant que soldat de la compagnie B, 8e d'infanterie de Géorgie.

## Autres compositions
Les autres compositions de James Pierpont incluent :
- The Returned Californian, 1852
- Kitty Crow, ballade, 1853
- The Coquette, A Comic Song, 1853, avec Words by Miss C. B.. The Coquet était un arrangement pour guitare de The Coquette par Pierpont.
- The Colored Coquette, une chanson de ministrel, 1853
- To the Loved Ones at Home, 1854
- Ring the Bell, Fanny, 1854
- Geraldine, 1854
- Poor Elsie, ballade, 1854
- The Know Nothing Polka, 1854
- The Starlight Serenade, 1855
- To All I Love, 'Good Night'
- I Mourn For My Old Cottage Home
- Gentle Nettie Moore ou The Little White Cottage, 1857
- Wait, Lady, Wait
- Quitman Town March
- Our Battle Flag
- We Conquer or Die, 1861
- Strike for the South, 1863
- Oh! Let Me Not Neglected Die!

Bob Dylan a basé sa chanson Nettie Moore sur l'album Modern Times (2006) sur Gentle Nettie Moore. La structure du refrain et les deux premières lignes ("Oh, I miss you Nettie Moore / And my happiness is o'er") de Nettie Moore de Bob Dylan sont les mêmes que celles de The Little White Cottage, or Gentle Nettie Moore. La chanson de 1857 parle d'un homme qui se languit d'une fille, Nettie Moore, achetée en servitude par un commerçant de Louisiane, l'ayant enchaînée et emmenée loin du petit cottage blanc.
Le groupe The Sons of the Pioneers (en) avec Roy Rogers ont enregistré Gentle Nettie Moore en août 1934 pour Standard Radio à Los Angeles et l'ont sorti sous forme de disque radio 33 tours. Le crédit d'écriture de cette collection est répertorié comme : Gentle Nettie Moore (Marshall S. Pike/James Pierpont).

## Hommages
- De 1890 à 1954, Jingle Bells figurait dans le top 25 des chansons les plus enregistrées de l'histoire, devançant My Old Kentucky Home, The Stars and Stripes Forever, Blue Skies, I Got Rhythm et Georgia on My Mind[9].
- En reconnaissance du succès universel de sa composition, Pierpont a été élu au Songwriters Hall of Fame en 1970.
- En 1997, un fond de bourses d'études musicales a été créé en son nom à l'Armstrong Atlantic State University à Savannah.

## Dans la culture populaire
- Le film d'Arnold Schwarzenegger Jingle All the Way (1996) fait référence à Jingle Bells.
- Jingle Bell Rock fait référence à Jingle Bells.
- The Christmas Song (Chestnuts Roasting on an Open Fire) de Nat King Cole cite Jingle Bells à la fin de la chanson.
- Santa Claus is Coming to Town interprété en direct par Bruce Springsteen et le E Street Band cite la mélodie de Jingle Bells à la fin.
- Dans le film de 1975 One Flew Over the Cuckoo's Nest avec Jack Nicholson, une version instrumentale de Jingle Bells est jouée pendant la scène de fête.
- White Christmas enregistré par The Drifters en 1954 contient un extrait de Jingle Bells chanté à la fin de la chanson.
- Jingle Bells a été la première chanson interprétée dans l'espace le 16 décembre 1965, lorsque les astronautes de la NASA Wally Schirra et Tom Stafford, à bord de Gemini 6, l'ont jouée sur un harmonica et des cloches pour Mission Control. Les deux instruments sont exposés au Smithsonian National Air and Space Museum.